# Larry Johnson (košarkaš, 1969.)
Larry Demetric Johnson (Tyler, Teksas, SAD, 14. ožujka 1969.) je bivši američki košarkaš.
Studirao je na koledžu Odessi i na sveučilištu UNLV za čiju je momčad igrao. Charlotte Hornetsi su ga 1991. izabrali na draftu u 1. krugu. Bio je 1. izbor tog drafta.

## Vanjske poveznice
- NBA.com